# Nowe życie Fran
Nowe życie Fran (ang. Living with Fran, 2005–2006) – amerykański serial komediowy nadawany przez stację The WB od 8 kwietnia 2005 roku do 24 marca 2006 roku. W Polsce nadawany jest przez Comedy Central Polska od 1 lipca 2010 roku oraz od 15 stycznia 2011 roku przez Comedy Central Family. 17 maja 2006 roku ogłoszono, że serial nie powróci na trzeci sezon.

## Opis fabuły
Serial opisuje perypetie Fran Reeves (Fran Drescher), rozwódki i matki dwójki dzieci – Josha (Ben Feldman) i Allison (Misti Traya), która zakochuje się w młodszym od siebie Rileyu Martinie (Ryan McPartlin).

## Obsada

### Główna
- Fran Drescher jako Fran Reeves
- Ryan McPartlin jako Riley Douglas Martin, chłopak Fran. W finale drugiego sezonu oświadczył się jej, ale odpowiedzi nie pokazano.
- Misti Traya jako Allison Reeves, 15-letnia córka Fran i Teda
- Ben Feldman jako Josh Reeves, 21-letni syn Fran i Teda

### Drugoplanowa
- Charles Shaughnessy jako Ted Reeves, były mąż Fran
- Debi Mazar jako Merrill, kuzynka Fran i panna
- Ryan Devlin jako Todd, był chłopak Allison, który ją okłamał
- Lainie Kazan jako "Nana" Cookie, matka Fran
- Caitlin Crosby jako Becca, przyjaciółka Allison, zauroczona Joshem

### Gościnna
- Hal Linden jako Dziadek Hal, mąż Cookie i ojciec Fran
- Marilu Henner jako Donna Martin, matka Rileya, nieprzyjemna wobec Fran
- John Schneider jako Tom Martin, bardzo przyjazny ojciec Rileya

## Lista odcinków

### Sezon 1
1. Pilot (8 kwietnia 2005)
2. Riley's Parents (8 kwietnia 2005)
3. The Ex Factor (15 kwietnia 2005)
4. The Reunion (22 kwietnia 2005)
5. Oh Baby (29 kwietnia 2005)
6. Who's the Parent? (6 maja 2005)
7. Carriage Ride (13 maja 2005)
8. Riley's Ex
9. Josh Works for Riley
10. School Ties
11. Girl Talk
12. Plastered
13. The Concert

### Sezon 2
1. A Year of Living with Fran (16 września 2005)
2. Going to a Bar Mitzvah with Fran (23 września 2005)
3. Sweet Sixteen Again with Fran (30 września 2005)
4. Learning with Fran (7 października 2005)
5. Ahead of the Plan with Fran (14 października 2005)
6. Going Crazy with Fran (13 stycznia 2006)
7. Coupling with Fran (20 stycznia 2006)
8. Healing with Fran (27 stycznia 2006)
9. The Whole Clan with Fran (3 lutego 2006)
10. Masquerading with Fran (17 lutego 2006)
11. Going to Bed with Fran (24 lutego 2006)
12. Dreaming with Fran (17 marca 2006)
13. Reuniting with Fran (24 marca 2006)